# You Lay a Whole Lot of Love on Me
Singles de Shania Twain
Dance with the one that brought you
(1993) Whose Bed Have Your Boots Been Under?
(1995)
Pistes de Shania Twain
1-What Made You Say That 3-You Lay a Whole Lot of Love on Me
You Lay a Whole Lot of Love on Me est le troisième single extrait du premier album de Shania Twain.